# ستيف هوفمان (لاعب كرة قدم أمريكية)
ستيف هوفمان (بالإنجليزية: Steve Hoffman)‏ هو لاعب كرة قدم أمريكية أمريكي، ولد في 8 سبتمبر 1958 في كامدن في الولايات المتحدة.